# Liam Little
Liam Little (Auckland, 27 de julho de 1986) é um futebolista profissional neozelandês que atua como goleiro.

## Carreira
Liam Little fez parte do elenco da Seleção Neozelandesa de Futebol nas Olimpíadas de 2008.